# Абис, Лючио
Лючио Густаво Абис (итал. Lucio Gustavo Abis; 24 февраля 1926, Ористано, Италия — 20 декабря 2014, там же) — итальянский государственный деятель, министр по связям с парламентом (1982—1983), министр по делам Европейского сообщества (1981—1982).

## Биография
Член Христианско-демократической партии Италии с 1950 г., один из создателей партийной организации на Сардинии. Являлся её секретарём в Ористано и региональным секретарём Кальяри, позже стал членом национального секретариата в качестве главы отдела местных органов власти и экономики.
В 1952 г. был избран членом коммунального совета Виллаурбаны, и её мэром (1956—1963).
Избирался членом регионального совета Сардинии (1957—1972) 3-6 созывов.
- 1963—1967 гг. — советник по вопросам труда и образования.
- 1967—1969 гг. — советник по вопросам восстановления,
- февраль-ноябрь 1970 г. — президент региона Сардиния,
- 1971—1972 гг. — советник по вопросам сельского и лесного хозяйства Сардинии.

С 1972 по 1994 гг. избирался сенатором Италии по округу Ористано. В эти годы несколько раз входил в состав правительства страны:
- 1974—1978 гг. — заместитель министра бюджета,
- 1978—1981 гг. — заместитель министерства бюджета и экономического планирования,
- 1981—1982 гг. — министр без портфеля по делам Европейского сообщества,
- 1982—1983 гг. — министр без портфеля по связям с парламентом.

В 1992—1994 гг. занимал пост председателя сенатского комитета по бюджету и казначейству.
Являлся одним из авторов закона о создании провинции Ористано (1974).